# Прясло стены Новгородского Кремля между башнями Кокуй и Княжой
Прясло стены между башнями Кокуй и Княжой — памятник архитектуры, расположенный в южной части Новгородского Кремля.

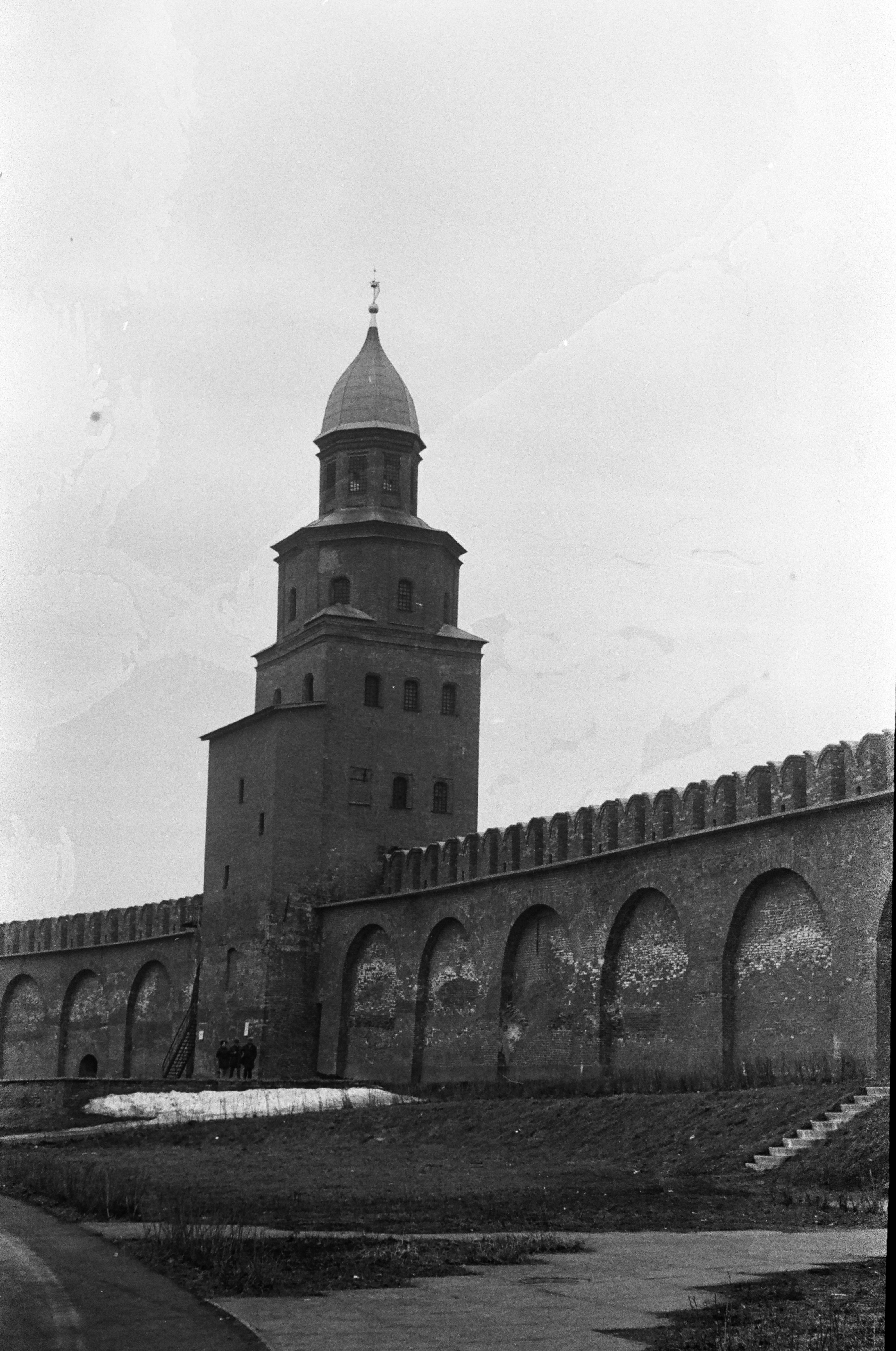
Вид зубцов до реставрации 90-х

Слегка изогнутое в плане прясло 52,5 м в длину, 9-10 метров с зубцами в высоту и 3,6 м в толщину в уровне боевого хода было построено при перестройке Кремля конца XV века. Как и у прочих прясел детинца, цоколь слегка наклонный, отделён от вертикальной верхней части горизонтальным валиком. У прясла двурогие зубцы на невысоком парапете и двускатная кровля, в нижней части сделаны две бойницы подошвенного боя. С внутренней стороны прясла расположены восемь арок-ниш, заметно, где ранее примыкали Большие палаты Воеводского двора (пристроенные в конце XVII — начале XVIII века и утраченные в XIX веке). Как и прочие прясла Новгородского Кремля, стена сложена из валунов и плитняка и облицована кирпичом. Размеры оригинального кирпича — 26 x 13 x 6-5,5 см.
В конце XVI века двурогие зубцы прясла были заменены на прямоугольные, поднят уровень боевого хода, побелены стены, обновлена крыша. В 1820-е годы над площадок боевого хода было сделано не закрывающее зубцы односкатное дощатое покрытие. Ещё один ремонт проходил в 1936—1940 годах.
Во время Великой Отечественной войны практически целиком были утрачены зубцы, пострадала облицовка. Реставрация проходила в 1952 году под руководством А. В. Воробьёва, был восстановлен вид конца XV века. Ещё одна реставрация облицовки и зубцов состоялась в 1992—1995 годах, тогда же боевой ход был покрыт рубероидом, над пряслом сделали двускатную крышу (биметалл по бревенчатым стропилам), зацементированы фундаменты и их контакт с грунтом, четырьмя свайными железобетонными ростверками укреплён внешний склон вала. Ростверки планировалось покрыть глиной, но на 2008 год эта часть плана не была реализована.